# Randall Garrett
Gordon Randall Phillip David Garrett  (16 de diciembre de 1927 - 31 de diciembre de 1987) fue un autor estadounidense de ciencia ficción y fantasía. Fue colaborador de Astounding y otras revistas de ciencia ficción de las décadas de 1950 y 1960. Enseñó a Robert Silverberg las técnicas para vender grandes cantidades de ciencia ficción de acción y aventuras y colaboró con él en dos novelas sobre hombres de la Tierra que alteran una civilización agraria pacífica en un planeta alienígena.

## Biografía y carrera literaria.
Garrett es conocido sobre todo por los libros de Lord Darcy (la novela Too Many Magicians y dos colecciones de cuentos) ambientados en un mundo alternativo donde un imperio anglo-francés es todavía liderado por la dinastía Plantagenet, sobreviviendo hasta el siglo XX y donde la magia funciona y ha sido codificada científicamente. Los libros sobre Darcy están llenos de chistes, juegos de palabras y referencias (particularmente a obras de ficción detectivesca y de espionaje: Lord Darcy está inspirado en Sherlock Holmes ). Michael Kurland escribió dos novelas adicionales sobre Lord Darcy después de la muerte de Garrett. 
Garrett escribió bajo diversos seudónimos, entre ellos David Gordon, John Gordon, Darrel T. Langart (un anagrama de su nombre), Alejandro Blade; Richard Greer; Ivar Jorgensen, Clyde Mitchell Leonard G. Spencer, SM Tenneshaw y Gerald Vance. También fue miembro fundador de la Sociedad para el Anacronismo Creativo (SCA), como "Randall of Hightower" (un juego de palabras con su apellido). La novela corta Brain Twister, escrita por Garrett con la autora Laurence Janifer (usando el seudónimo conjunto de Mark Phillips ), fue nominada al Premio Hugo a la Mejor Novela en 1960. 
Garrett estaba casado con la también autora Vicki Ann Heydron, quien escribió en gran parte la serie de fantasía Gandalara Cycle acreditada a ambos cónyuges.  Se conocieron en 1975 en la casa de su agente mutuo y se casaron en diciembre de 1978.  En 1986 Heydron precisó que había sido la tercera esposa de Garrett "y al menos su sexta colaboradora". 
En 1999 Randall Garrett recibió póstumamente el premio Sidewise por logros especiales por la serie Lord Darcy. También fue ordenado en la Antigua Iglesia Católica .   El personaje de detective privado de Glen Cook, Garrett PI, recibió su nombre en honor a Garrett. 

### Ciclo Gandalara
Escrito por Garrett y su esposa Vicki Ann Heydron. Escrito por Heydron a partir de un borrador del primer volumen y un esquema de la serie realizado por Garrett.
1. The Steel of Raithskar (1981)
2. The Glass of Dyskornis (1982)
3. The Bronze of Eddarta (1983)
4. The Well of Darkness (1983)
5. The Search for Kä (1984)
6. Return to Eddarta (1985)
7. The River Wall (1986)

- The Gandalara Cycle I (1986), ómnibus de los #1-3
- The Gandalara Cycle II (1986), ómnibus de los #4-6

### Serie Lord Darcy
1. Murder and Magic (1979), colección de historias de 1964-1973
2. Too Many Magicians (1966), serialización de revista 1966
3. Lord Darcy Investigates (1981), colección de historias de 1974-1979

- Lord Darcy (1983), ómnibus que contiene los tres libros anteriores. La edición de 2002 agrega dos historias no recopiladas anteriormente, con una edición menor para eliminar repeticiones en la historia de fondo.

### Serie Nidorian
Con Robert Silverberg, bajo el seudónimo Robert Randall.
1. The Shrouded Planet (1957)
2. The Dawning Light (1959)

### Colecciones
- Takeoff! (1980), compuesto por imitaciones irónicas de otros autores y universos, como la serie Lensman de [E. E. Smith|EE "Doc" Smith] y Ferdinand Feghoot de Reginald Bretnor (que es "Benedict Breadfruit" bajo la pluma de Garrett).

### Cuentos cortos
- "The Hunting Lodge" (1954)
- " The Best Policy " (1957) también como David Gordon.
- " The Queen Bee " (1958)
- "Backward, Turn Backward" (1959)
- "Despoilers of the Golden Empire" (1959)
- " But, I Don't Think " (1959)
- "The Highest Treason" (1961)

### Novelas
1. Anything You Can Do (1963) (Publicado originalmente en Analog Science Fact & Fiction como una serie de dos partes bajo el seudónimo de Darrel T Langart y concluido con ilustraciones en la edición de mayo y junio de 1962).